# Fleetwood
Fleetwood este un oraș în comitatul Lancashire, regiunea North West, Anglia. Orașul se află în districtul Wyre.